# Trawool
De Trawoolbeek is een zijrivier van de Zenne. Ze ontspringt in het Floordambos (Melsbroek) en stroomt via Peutie-bos ten zuiden van de kernen van Peutie en Vilvoorde naar de Zenne.
In Vilvoorde stroomt de rivier langs het station en het Hanssenspark om hierna via een collector onder de huidige Trawoolstraat naar de Zenne te stromen.
De lengte van de Trawoolbeek bedraagt ongeveer vier kilometer.

## Geschiedenis

### Kruising met Woluwe
In 1208 wordt de Woluwe, een andere zijrivier van de Zenne, omgelegd door hertog Hendrik I van Brabant. De nieuwe bedding van de Woluwe werd aangelegd op de rechterflank van de Zennevallei, net ten westen van Machelen tot aan de vallei van de Trawoolbeek. Daar leidde men de Woluwe over deze beek om zo het centrum van Vilvoorde en zijn molens te bereiken. Deze situatie bleef bestaan tot 1934.

### Vesten en Hanssenspark
Wanneer in 1357 de vesten van de stad Vilvoorde worden opgericht, wordt het water van de Trawool gebruikt om deze van water te voorzien. Aan het eind van de 19e eeuw werden de vijvers van het huidige Hanssenspark aangelegd in de bedding van deze vesten.

## Vondelgracht

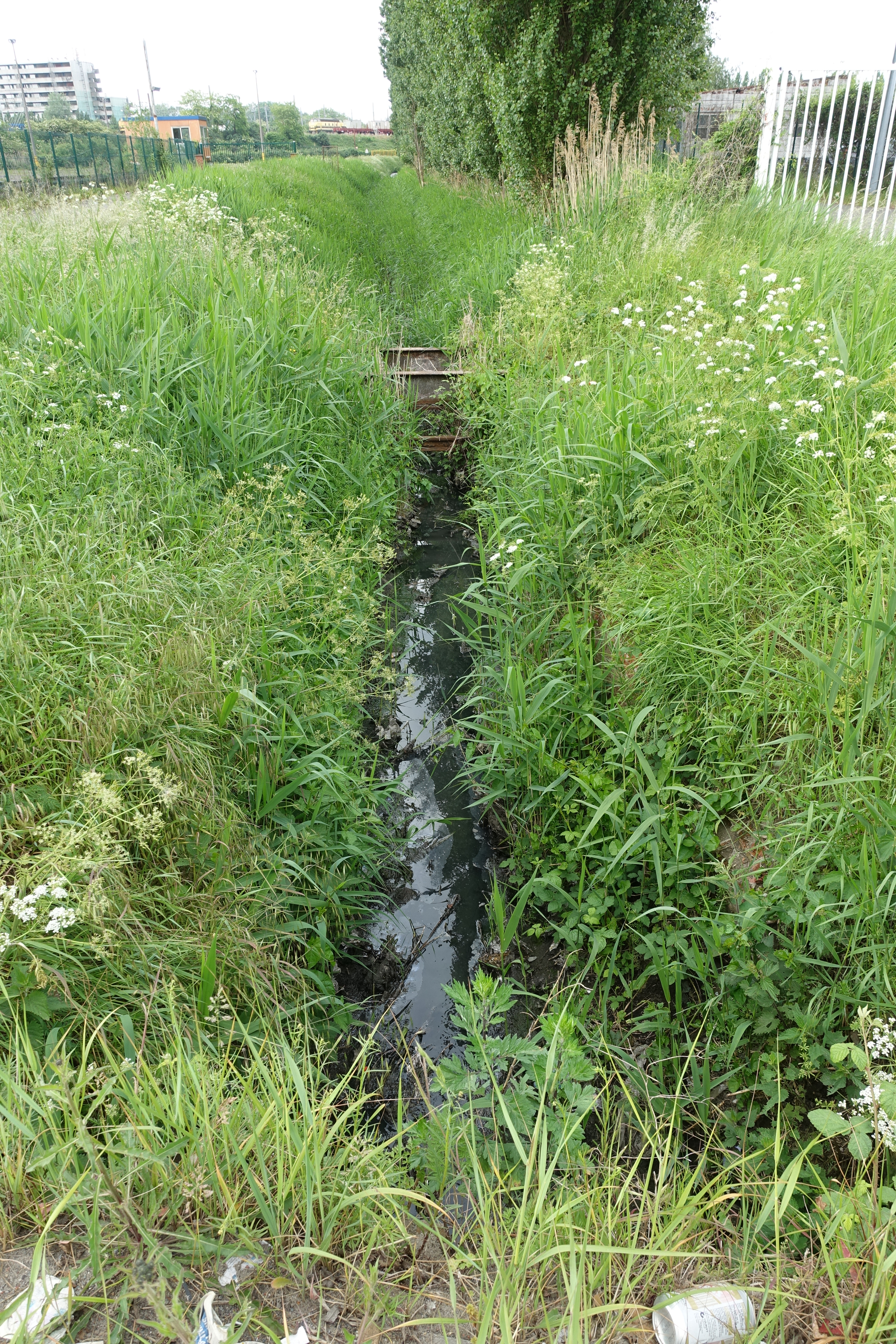
Vondelgracht in Machelen bij de grens met Vilvoorde. Restanten van de CFI-brug centraal zichtbaar

De Vondelgracht is een linkerzijrivier van de Trawool, die het drassige gebied tussen Zenne en Woluwe ontwaterde. Voor de verkaveling van het kasteeldomein Beaulieu begon de Vondelgracht aan de vijvers van dit kasteel. In de negentiende eeuw werd het moeras drooggelegd ten behoeve van de industrie. De Vondelgracht werd ook ingekort en heraangelegd naar de noden van de industrie en loopt vandaag van de Kerklaan tot de Trawoolbeek. Ter hoogte van het station van Vilvoorde mondt de Vondelgracht uit in de Trawoolcollector.